# اکس‌باکس لینوکس

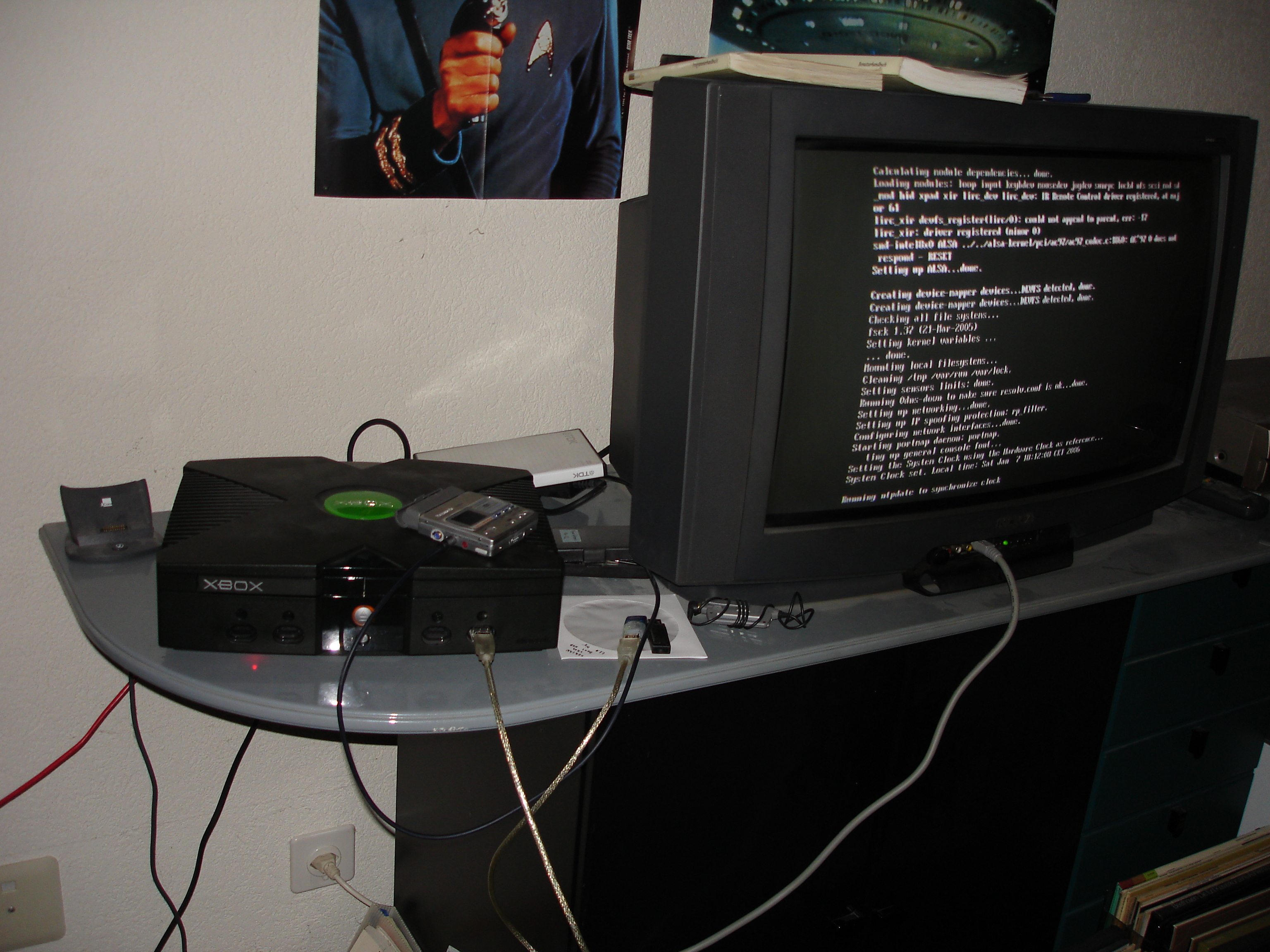
راه اندازی لینوکس اکس باکس

اکس باکس لینوکس پروژه‌ای بود که سیستم عامل لینوکس را به کنسول بازی ویدئویی اکس باکس منتقل کرد. از آنجایی که اکس‌باکس از یک سیستم امضای دیجیتال برای جلوگیری از اجرای کدهای بدون امضا توسط عموم استفاده می‌کند، باید از یک مودچیپ یا یک نرم‌افزار استفاده کرد. در اصل، modchips تنها گزینه بود. با این حال، بعداً نشان داده شد که تراشه TSOP که بایوس Xbox روی آن قرار دارد ممکن است دوباره فلش شود. به این ترتیب، می توانید روی بایوس "کرامول " که به طور قانونی توسط پروژه لینوکس اکس باکس توسعه یافته است، فلش بزنید. با یک جایزه نقدی بزرگ برای اولین تیمی که امکان راه‌اندازی لینوکس را در اکس‌باکس بدون نیاز به هک سخت‌افزاری فراهم می‌کرد، هک‌های فقط نرم‌افزاری متعددی نیز پیدا شد. به عنوان مثال، یک سرریز بافر در بازی 007 یافت شد: Agent Under Fire که اجازه بوت شدن یک لودر لینوکس ("xbeboot") را مستقیماً از یک بازی ذخیره می کرد.
اکس باکس در اصل یک رایانه شخصی با 733 مگاهرتز سفارشی است پردازنده اینتل پنتیوم III ، هارد دیسک 10 گیگابایتی (که 8 گیگابایت آن برای کاربر قابل دسترسی است)، 64 مگابایت رم (اگرچه در تمام جعبه های قبلی این قابلیت تا 128 مگابایت قابل ارتقا است) و 4 پورت USB. (درگاه های کنترلر در واقع پورت های USB 1.1 با کانکتور اصلاح شده هستند. ) این مشخصات برای اجرای چندین توزیع آسان لینوکس کافی است.

در صفحه اصلی اکس‌باکس-لینوکس اینطور گفته شده:
اکس باکس یک رایانه شخصی قدیمی توسط مایکروسافت است که از یک پردازنده Intel Celeron 733 MHz، یک nVidia GeForce 3MX، 64 مگابایت رم، یک هارد دیسک 8/10 گیگابایت، یک درایو DVD و اترنت 10/100 تشکیل شده است. مانند هر رایانه شخصی، می توانید لینوکس را روی آن اجرا کنید.
اکس باکس با لینوکس می‌تواند یک رایانه رومیزی کامل با ماوس و صفحه کلید، یک جعبه وب/ایمیل متصل به تلویزیون، یک سرور یا روتر یا یک گره در یک کلاستر باشد. شما می توانید بوت دوگانه یا فقط از لینوکس استفاده کنید. در مورد دوم، می توانید هر دو دستگاه IDE را جایگزین کنید. و بله، می توانید اکس باکس را به یک مانیتور VGA متصل کنید.

## استفاده‌ها

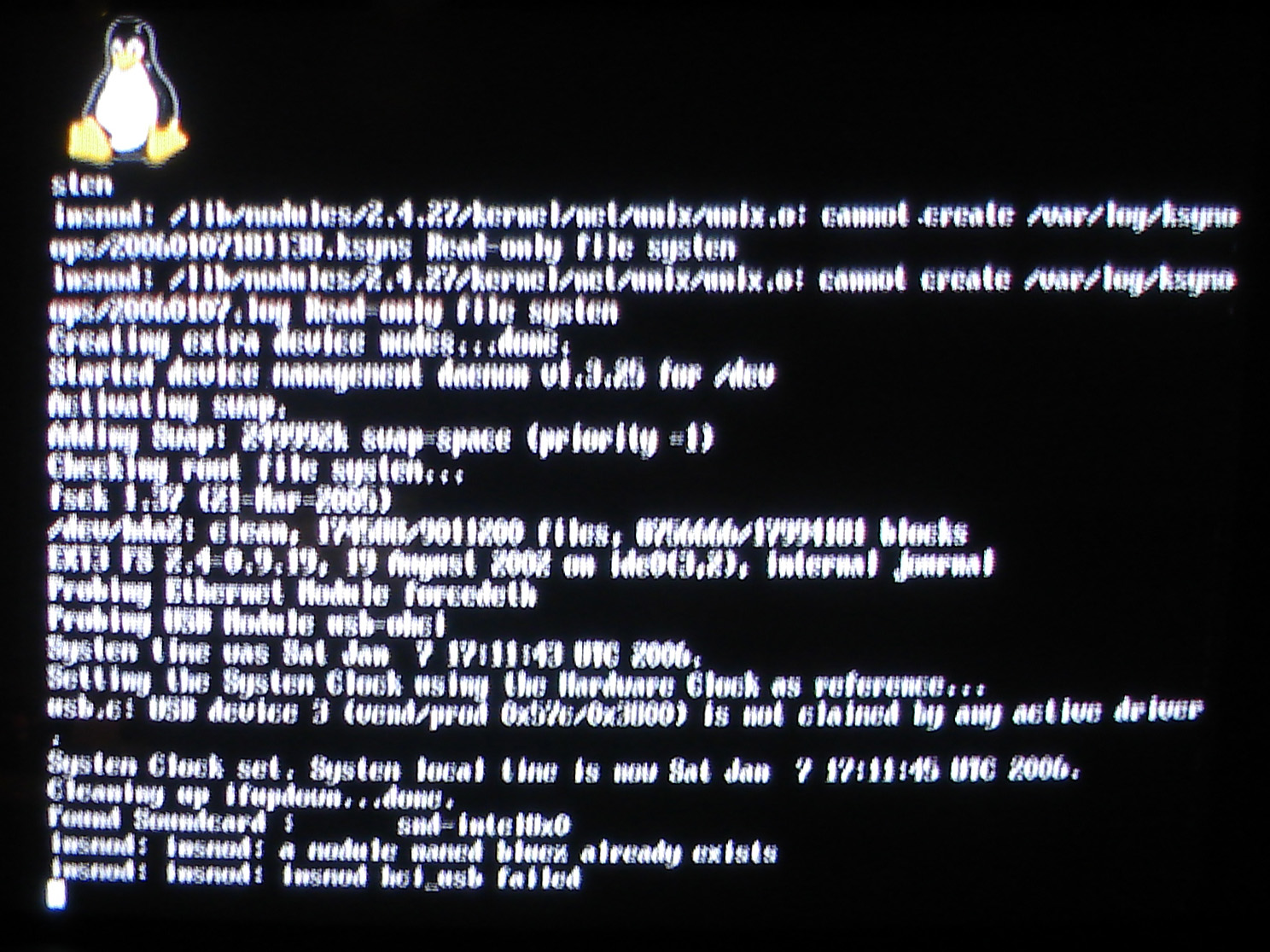
Xebian Booting

یک Xbox با لینوکس نصب شده می تواند به عنوان یک رایانه رومیزی کامل با ماوس و صفحه کلید ، یک جعبه وب/ایمیل متصل به تلویزیون، یک سرور، روتر یا یک گره در یک خوشه عمل کند. یکی می تواند بوت دوگانه یا فقط از لینوکس استفاده کند. در مورد دوم، می توان هر دو دستگاه IDE را جایگزین کرد. همچنین می توانید ایکس باکس را به یک مانیتور VGA متصل کنید. برای استفاده از صفحه کلید/موس در پورت های کنترلر به یک مبدل نیاز است. اما این کار دشواری نیست، زیرا ایکس باکس از USB استاندارد با یک پورت اختصاصی استفاده می کند.
در حال حاضر تنها چند توزیع از لینوکس ایکس باکس بر روی نسخه 1.6 ایکس باکس (سومین نسخه جدید، از جمله 1.6b) اجرا می‌شود. ایکس‌باکس‌های دارای مودچیپ‌ها و بایوس کرامول نصب‌شده می‌توانند توزیع‌های بیشتری را نسبت به آن‌هایی که فقط یک softmod دارند اجرا کنند. این عمدتاً به دلیل مشکلات مربوط به تراشه ویدیویی مورد استفاده در نسخه 1.6 ایکس باکس است که به طور انحصاری توسط مایکروسافت توسعه داده شده است و در حال حاضر هیچ کد منبعی در دسترس نیست. هنگامی که هسته ای متفاوت از هسته اصلی بارگذاری می شود،می‌تواند باعث اور-اسکن قابل توجهی در هر چهار طرف صفحه شود.

## سافت‌مد
یکی از محبوب‌ترین راه‌های نصب لینوکس ایکس‌باکس، از طریق softmod است که برای استفاده از آن نیازی به مودچیپ نیست. نرم‌افزار لینوکس ایکس‌باکس از یک اکسپلویت ذخیره شده در نسخه اصلی MechAssault ، Splinter Cell ، 007: Agent Under Fire و Tony Hawk's Pro Skater 4 استفاده می‌کند . این روش شامل بارگذاری یک فایل ذخیره هک شده است که به هارد دیسک ایکس باکس منتقل شده است. هنگامی که فایل ذخیره بارگیری می شود، MechInstaller راه اندازی می شود. گزینه Xbox Live در داشبورد با گزینه جدید لینوکس پس از راه اندازی مجدد سیستم جایگزین می شود. یکی دیگر از نرم‌افزارهایی که می‌توان از آن استفاده کرد، اکسپلویت hotswap است که هارد دیسک ایکس‌باکس را به اندازه کافی باز می‌کند تا فرد بتواند آن را تغییر دهد.
همچنین راهی برای جایگزینی کامل بایوس استوک Xbox با بایوس "Cromwell" وجود دارد که کاملا قانونی است و فقط برای لینوکس در Xbox است. با این حال، هنگامی که TSOP (تراشه BIOS) با "Cromwell" فلش می شود، Xbox دیگر نمی تواند بازی های Xbox را اجرا کند یا فایل های اجرایی Xbox بومی (فایل های xbe. شبیه به exe. برای ویندوز) را اجرا کند.

## فهرست توزیع‌ها
توزیع‌های گوناگونی از لینوکس ایکس باکس وجود دارد،  که اکثر آنها بر اساس توزیع های لینوکس رایانه شخصی هستند.
| توزیع               | شرح |
| ------------------- | --- |
| Xebian /Ed's Debian | یک توزیع لینوکس ایکس باکس که می تواند روی هارد دیسک ایکس باکس نصب شود یا یک جلسه زنده شروع شود. یک صفحه MythTV را می توان تحت Xebian اجرا کرد و به یک باطن جداگانه متصل شد. |
| جنتوکس              | یک توزیع مبتنی بر جنتو ، که دارای به‌روزرسانی «جادویی» است که به کاربران امکان می‌دهد بسته‌ها و به‌روزرسانی‌های مشخص‌شده ایکس‌باکس را دانلود کنند.                                 |
| X-DSL               | توزیعی مبتنی بر بر روی لینوکس لعنتی کوچک . |

## همچنین ببینید
- رایگان 60
- لینوکس برای پلی استیشن 2
- سایر سیستم عامل ها